# 唐哀帝
唐哀帝李柷（892年10月27日—908年3月26日），原名祚。唐昭宗第九子，生母何皇后。是唐朝的第23位也是最后一位皇帝（除武曌以外），在904年－907年在位，在位3年，被废。次年死，得年16岁，葬于温陵。

## 生平

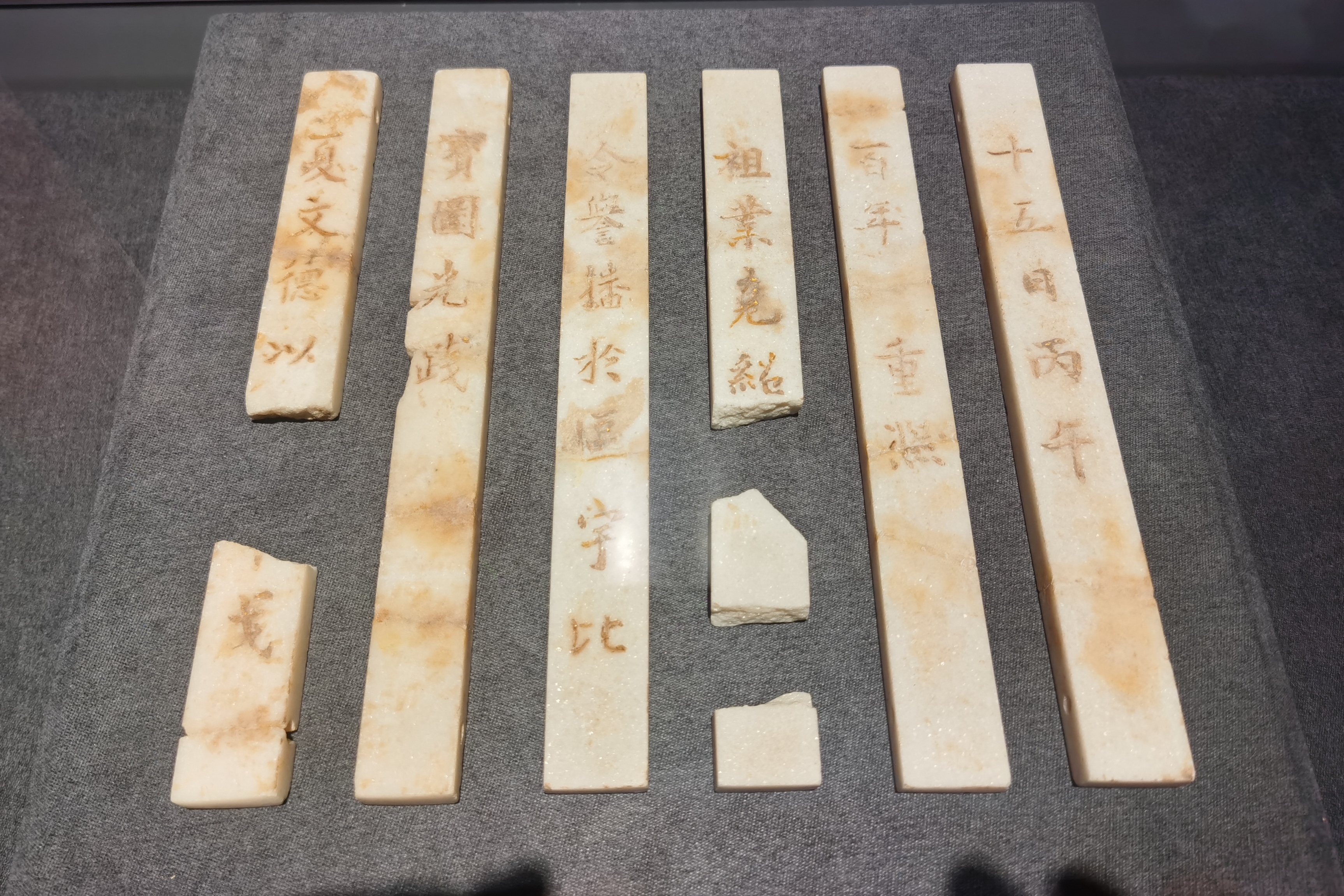
洛阳唐东都宫城遗址出土唐哀帝即位玉册

景福元年十月三日（892年）生於長安，是為唐昭宗第九子。乾寧四年（897年）受封為辉王。天復三年（903年）二月，唐昭宗为褒赏宣武军节度使朱全忠，想以皇子为诸道兵马元帅，朱全忠为副帅。宰相崔胤请让李祚为此职，昭宗则因长子濮王李𥙿年长而有意濮王。崔胤受朱全忠所托，认为李祚年幼可利用，坚持请求，于是李祚被任为诸道兵马元帅、开府仪同三司。
天祐元年（904年），崔胤图谋对抗朱全忠，被杀。朱全忠强迫昭宗迁都洛阳，八月遣枢密使蒋玄晖等弑唐昭宗，以昭宗名义下诏立李祚为皇太子，改名李柷，监军国事，又由宰相柳璨、独孤损矫何皇后诏奉其继位。次月，哀帝尊母何皇后为皇太后。
唐哀帝即位时，不过是朱全忠手中的一个傀儡皇帝。二年（905年），掌握实际权力的朱全忠见废帝灭唐时机已到，便先让蒋玄晖借设宴之机，将包括哀帝同胞兄长李裕在内的兄弟九人杀害于九曲池，再大量杀害朝臣；后又因蒋玄晖与太常卿張廷範认为天下未平，时机未到，不宜受九锡而不悦，十二月听信宣徽副使王殷、赵殷衡诬告，认为蒋玄晖、张廷範、柳璨与何太后图谋复兴唐室，遂遣使捕杀蒋玄晖，派王、赵将何太后缢死于其住所积善宫，并迫哀帝下诏，称何太后秽乱宫闱自杀谢罪，追回皇太后宝册，追废为庶人。哀帝因太后丧废朝三日，并以太后因宫闱丑闻自杀为由，取消新年郊礼。张廷範和柳璨也被外贬，未及赴任皆被处死。
接着朱全忠在天祐四年（907年），又逼李柷禅位，降为济阴王，自己做皇帝，改名朱晃，是为后梁太祖，建国号“大梁”，史称“后梁”，改元“开平”。至此，立国总计289年（618－907）、传21帝的唐王朝灭亡，中国进入自永嘉之乱以来又一次大分裂时期——五代十国。
遜位後，李柷被迫遷到曹州（在今山東省內），軟禁在當了朱溫弑君替罪羊的氏叔琮的宅邸裏，次年（908年）二月二十一日被朱晃毒死。朱晃上谥号为哀皇帝，以王禮葬於济阴县之定陶鄉。
後唐莊宗稱其為少帝，改建了陵園，明宗上谥号昭宣光烈孝皇帝，但哀帝因是篡位奸臣朱全忠所操持的傀儡，且本人及父母都被朱全忠杀害，被认为不够称“宗”，故由横海军节度使卢质提议的庙号景宗未被採用，故后世称李柷为唐哀帝或唐昭宣帝。

## 延伸阅读
[在维基数据编辑]
 在维基文库阅读此作者作品
 《舊唐書·卷20下》，出自刘昫《舊唐書》
 《新唐書/卷010》，出自《新唐書》